# 495.º Batallón Antiaéreo Pesado
El 495.° Batallón Antiaéreo Pesado (495. schwere-Flak-Abteilung (o)) fue una unidad de la Luftwaffe durante la Segunda Guerra Mundial. 

## Historia
Fue formado en octubre de 1941 a partir del XII Comando Administrativo Aéreo (hasta julio de 1942, conocido como 495° Batallón de Reserva Antiaérea), con:
- Grupo de Plana Mayor/495° Batallón de Reserva Antiaérea desde el Grupo de Plana Mayor/331° Batallón de Reserva de Fortificación Antiaérea
- 1° Bat./495° Batallón de Reserva Antiaérea desde la 4° Bat./333° Batallón de Reserva de Fortificación Antiaérea
- 2° Bat./495° Batallón de Reserva Antiaérea desde la 8° Bat./333° Batallón de Reserva de Fortificación Antiaérea
- 3° Bat./495° Batallón de Reserva Antiaérea desde la 10° Bat./333° Batallón de Reserva de Fortificación Antiaérea
- 4° Bat./495° Batallón de Reserva Antiaérea desde la 6° Bat./341° Batallón de Reserva de Fortificación Antiaérea
- 5° Bat./495° Batallón de Reserva Antiaérea desde la 4° Bat./512° Batallón de Reserva Antiaérea

Reorganizado como Batallón Pesado a comienzo de 1942:
- 4° Bat./495° Batallón de Reserva Antiaérea como la 1° Bat./827° Batallón Antiaéreo Ligero, y fue reformada desde la 623° Batería de Reserva Antiaérea
- 5° Bat./495° Batallón de Reserva Antiaérea como la 2° Bat./827° Batallón Antiaéreo Ligero

5° Bat./495° Batallón Antiaéreo Pesado fue formada después en 1942

## Servicios
- 1941–1945: en Magdeburgo.
- 1 de noviembre de 1943: bajo el III Comando Administrativo Aéreo (52° Regimiento Antiaéreo).
- 1 de enero de 1944: bajo el III Comando Administrativo Aéreo (52° Regimiento Antiaéreo).
- 1 de febrero de 1944: bajo el III Comando Administrativo Aéreo (52° Regimiento Antiaéreo).
- 1 de marzo de 1944: bajo el III Comando Administrativo Aéreo (52° Regimiento Antiaéreo).
- 1 de abril de 1944: bajo el 2° Brigada Antiaérea (52° Regimiento Antiaéreo).
- 1 de mayo de 1944: bajo el 2° Brigada Antiaérea (52° Regimiento Antiaéreo).
- 1 de junio de 1944: bajo el 2° Brigada Antiaérea (52° Regimiento Antiaéreo).
- 1 de julio de 1944: bajo el 2° Brigada Antiaérea (52° Regimiento Antiaéreo).
- 1 de agosto de 1944: bajo el 2° Brigada Antiaérea (52° Regimiento Antiaéreo).
- 1 de septiembre de 1944: bajo el 2° Brigada Antiaérea (52° Regimiento Antiaéreo).
- 1 de octubre de 1944: bajo el 2° Brigada Antiaérea (52° Regimiento Antiaéreo)
- 1 de noviembre de 1944: bajo el 2° Brigada Antiaérea (52° Regimiento Antiaéreo) (Grupo de Estado Mayor, 1° Escuadra, 3° Escuadra, 5° Escuadra/495° Batallón Pesado Antiaéreo; 2° Escuadra/495° Batallón Pesado Antiaéreo bajo el Grupo de Estado Mayor/539° Batallón Pesado Antiaéreo).
- 1 de diciembre de 1944: bajo el 2° Brigada Antiaérea (52° Regimiento Antiaéreo) (Grupo de Estado Mayor, 1° Escuadra, 3° Escuadra, 5° Escuadra/495° Batallón Pesado Antiaéreo; 2° Escuadra/495° Batallón Pesado Antiaéreo bajo el Grupo de Estado Mayor/539° Batallón Pesado Antiaéreo).
- febrero de 1945: en Fráncfort del Oder/Oder bajo la 23° División Antiaérea (7° Regimiento Antiaéreo) (con 3 Baterías).